# Morgowniki
Morgowniki – wieś w Polsce położona w województwie podlaskim, w powiecie łomżyńskim, w gminie Nowogród. Leży w pobliżu ujścia Pisy do Narwi.
Leży na terenie Kurpiowszczyzny. Obszar Morgownik objęty jest projektem Natura 2000, mający na celu ochronę specjalnych obszarów siedlisk
Niegdyś w Morgownikach nad Pisą znajdował się młyn „pływak”. 

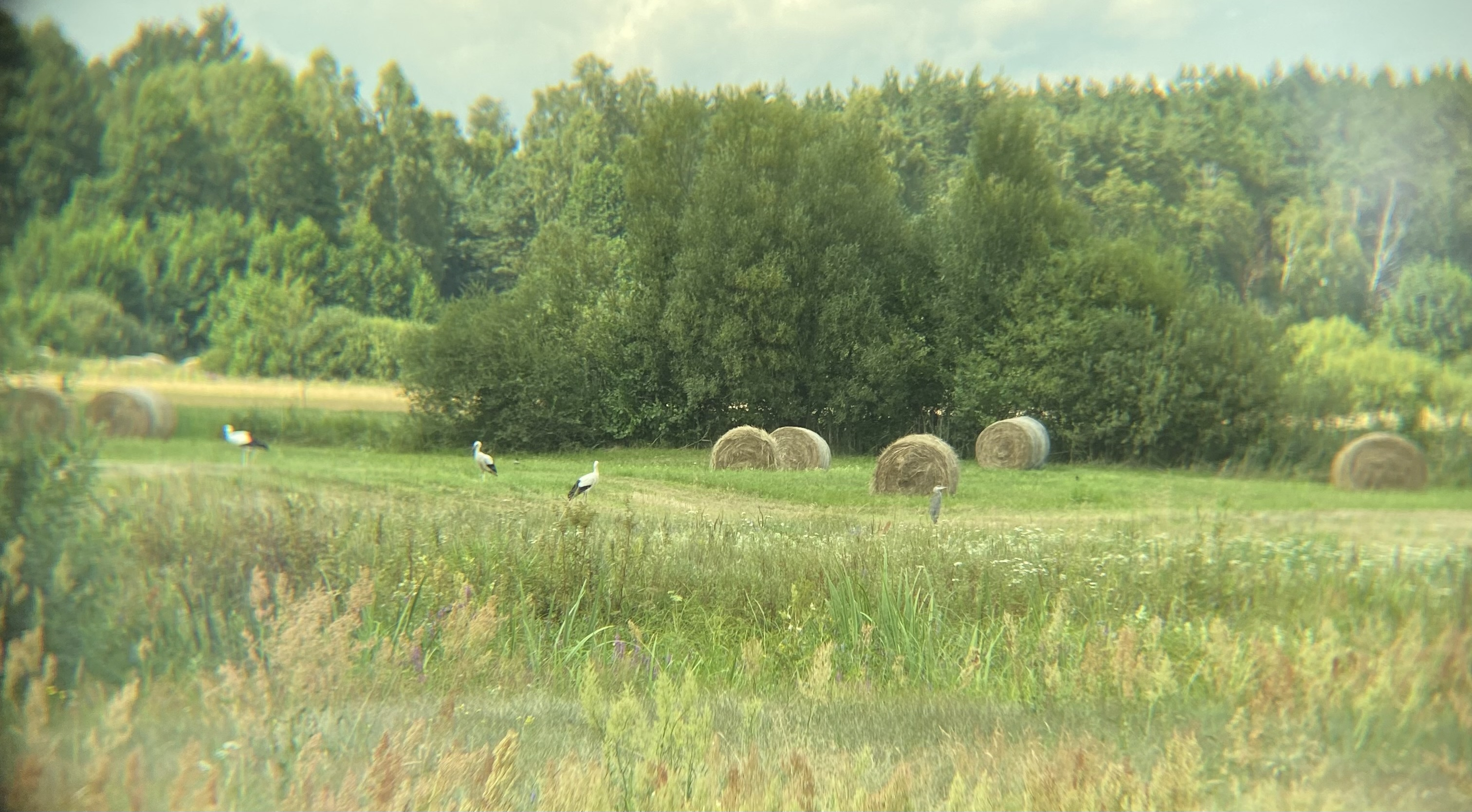

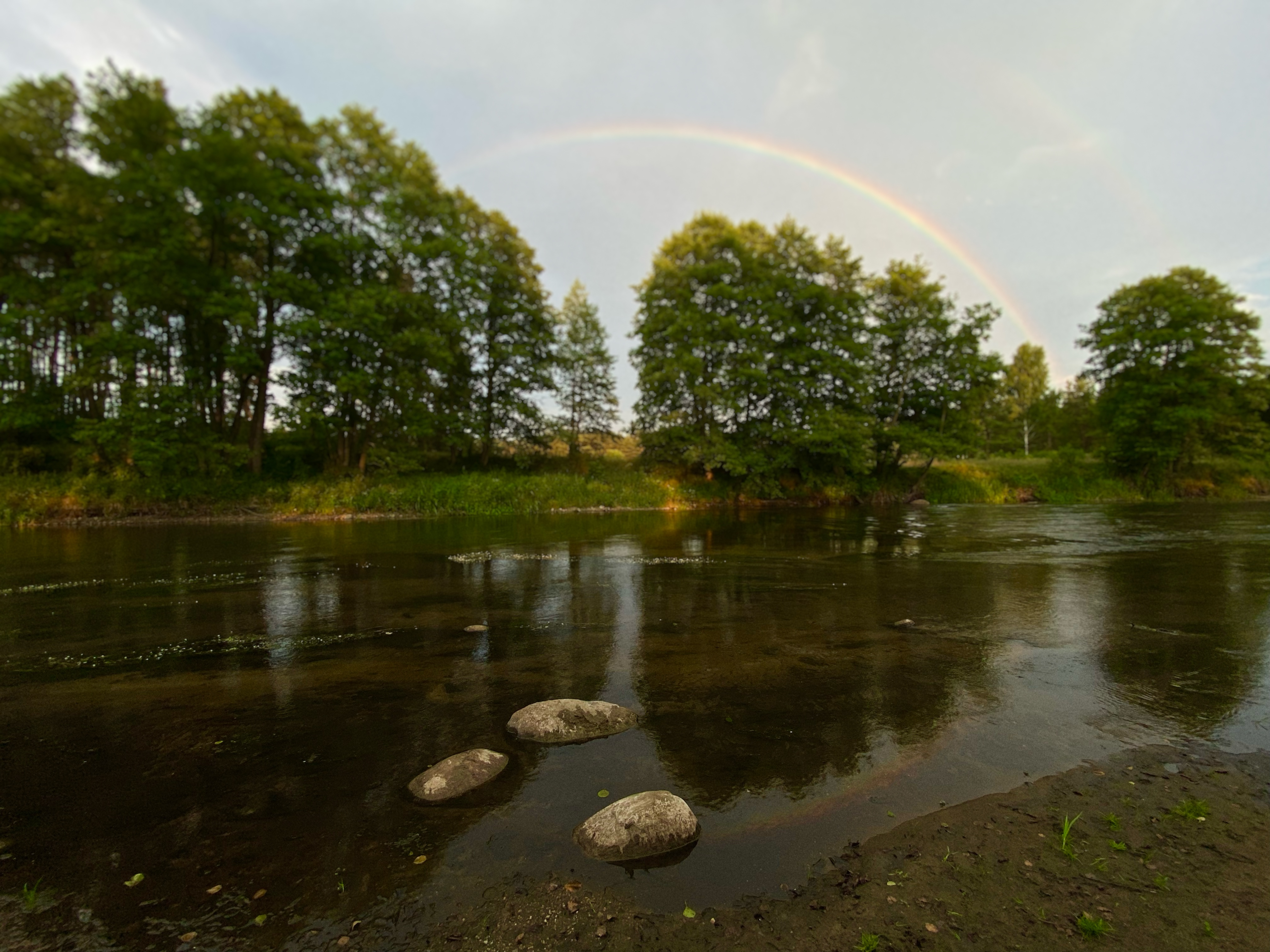

Wierni kościoła rzymskokatolickiego należą do parafii Narodzenia Najświętszej Maryi Panny w Nowogrodzie.

## Historia
W latach 1921–1939 wieś i znajdująca się obok osada leśna o tej samej nazwie leżała w województwie białostockim, w powiecie kolneńskim (od 1932 w powiecie ostrołęckim), w gminie Gawrychy.
Według Powszechnego Spisu Ludności z 1921 roku zamieszkiwało:
- wieś – 149 osób, 142 było wyznania rzymskokatolickiego, 5 prawosławnego, 1 ewangelickiego a 1 greckokatolickiego. Jednocześnie 141 mieszkańców zadeklarowało polską przynależność narodową a 7 rosyjską. Były tu 72 budynki mieszkalne.
- osadę leśną – 67 osób, 50 było wyznania rzymskokatolickiego, 14 prawosławnego, 3 ewangelickiego. Jednocześnie 53 mieszkańców zadeklarowało polską przynależność narodową a 14 rosyjską. Było tu 11 budynków mieszkalnych[11]

Miejscowość należała do parafii rzymskokatolickiej w Nowogrodzie. Podlegała pod Sąd Grodzki w Kolnie i Okręgowy w Łomży; właściwy urząd pocztowy mieścił się w Nowogrodzie.
W wyniku agresji Niemiec we wrześniu 1939, miejscowość znalazła się pod okupacją niemiecką. Została włączona w skład III Rzeszy.
Do 1954 wieś należała do gminy Gawrychy, powiat Kolno.
W latach 1975–1998 miejscowość administracyjnie należała do województwa łomżyńskiego.